# باشگاه فوتبال بارسلونا در فصل ۲۰–۲۰۱۹
فصل ۲۰–۲۰۱۹ در تاریخچه باشگاه فوتبال بارسلونا صد‌و‌بیستمین فصل باشگاه و هشتاد‌و‌نهمین حضور این تیم در لالیگا بود. بارسلونا در لالیگا، کوپا دل ری ، سوپرکاپ اسپانیا و لیگ قهرمانان اروپا شرکت کرد. این فصل مشتمل از ژوئیه ۲۰۱۹ تا ۱۴ اوت ۲۰۲۰ است.
فصل جاری، اولین فصل از سال ۰۸–۲۰۰۷ است که تیم بارسلونا نتوانست موفق به کسب جام شود.

## خلاصه

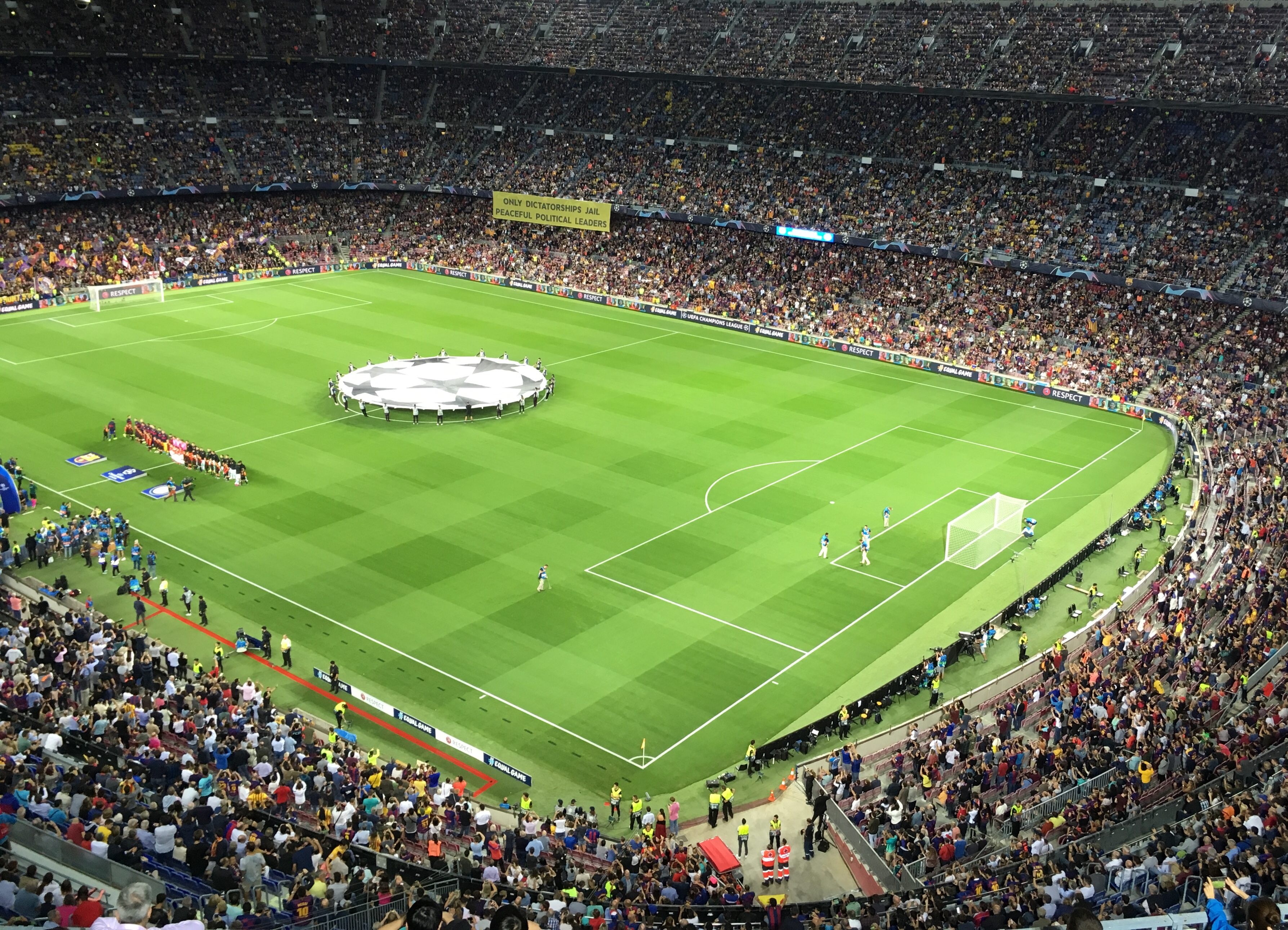
مراسم افتتاحیه بازی بارسلونا و اینترمیلان در نیوکمپ بارسلونا.

### ژوئن
در تاریخ ۲۶ ژوئن بارسلونا اعلام کرد که جاسپر سیلسن با مبلغ ۳۵ میلیون یورو به والنسیا خواهد رفت. روز بعد باشگاه اعلام کرد نتو از والنسیا با قیمت ۹ میلیون یورو به اضافه ۹ میلیون یورو (به عنوان الحاقیه قرارداد) به خدمت گرفته شده است.
در ۳۰ ژوئن دنیس سوارز با مبلغ ۱۲،۹ میلیون یورو به علاوه ۳،۱ میلیون یورو به سلتاویگو فروخته شد.

### ژوئیه
در ۳ ژوئیه جوردی مستره ، معاون ورزشی باشگاه، استعفا داد.
در ۱۲ ژوئیه، بارسلونا اَنتوآن گریزمَن را از اتلتیکو مادرید با اعمال بند ۱۲۰ میلیون یورویی به‌خدمت گرفت. همچنین بارسلونا آدرین اورتولا را به قیمتی نامشخص به تنریف فروخت.
در ۱۶ ژوئیه بارسلونا بند دائمی خرید، ۴ میلیون یورویی مارک کوکوریا را پس اینکه ایبار او را به صورت قرضی به خدمت گرفت، فعال کرد.

### اوت
در ۲ اوت بارسا و زنیت سن پترزبورگ بر سر انتقال مالکوم هافبک برزیلی با مبلغ ۴۵،۰۰۰،۰۰۰ یورو به توافق رسیدند. این انتقال شامل مبلغ های متغیر نیز می باشد.
در ۴ اوت بارسا و رئال بتیس برای خرید جونیور فیرپو با هزینه ۱۸ میلیون به اضافه ۱۲ میلیون یورو توافق کردند.
در ۱۶ اوت بارسلونا فصل را با شکست خارج از خانه ۱–۰ مقابل اتلتیک بیلبائو به وسیله گل دیرهنگام آریتس آدوریتس آغاز کرد.
در ۱۸ اوت بارسلونا فیلیپه کوتینیو را به صورت قرضی برای ادامه فصل با بند خرید دائمی ۱۲۰ میلیون یورویی به خدمت بایرن مونیخ در آورد.
در ۲۵ اوت بارسلونا در خانه ۵–۲ رئال بتیس را شکست داد. گل های گریزمن، کارلس پرز، ژوردی آلبا و ویدال این پیروزی را رقم زد.
در ۳۱ اوت بارسلونا به تساوی ۲–۲ مقابل اوساسونا رضایت داد. گل های بارسا توسط آرتور و اَنسو فاتی به ثمر رسید تا این مهاجم با سن ۱۶ سال و ۳۰۴ روز جوان ترین گلزن لا لیگا باشد.

### سپتامبر
در ۲ سپتامبر رافینیا آلکانترا قرارداد خود را تا سال ۲۰۲۱ تمدید کرد و در ادامه به صورت قرضی به سلتاویگو رفت.
در ۱۴ سپتامبر بارسلونا در خانه موفق به شکست والنسیا با نتیجه ۵–۲ شد. گل های فاتی، فرنکی دی یونگ و جرارد پیکه و یک گل از لوییس سوارز بار دیگر بلوگرانا را به پیروزی رساند.
در ۱۷ سپتامبر، بارسلونا لیگ قهرمانان اروپا را با تساوی بدون گل خارج از خانه مقابل دورتموند آغاز کرد.
در ۲۱ سپتامبر بارسلونا شکست خارج از خانه ۲–۰ مقابل گرانادا با گل های آنتونیو پوئرتاس و آلوارو وادیلو متحمل شد.
در ۲۴ سپتامبر بارسلونا ۲ بر ۱ ویارئال را شکست داد. گل‌های گریزمن و آرتور در نیمه اول برای کسب پیروزی میزبان کافی بود.
در ۲۸ سپتامبر بارسلونا مقابل میزبان خود ختافه با بریس سوارز پیروز شد. همچنین در این مسابقه کلمون لنگله اخراج شد و اولین کارت قرمز بارسلونا در این فصل ثبت شد.

### اکتبر
در ۲ اکتبر بارسلونا در نیوکمپ اینتر میلان را شکست داد. ابتدا افعی‌ها با گل مارتینس پیش افتادند، اما دبل سوارز پیروزی ارزشمندی را برای بارسا به ارمغان آورد.
در ۶ اکتبر بارسلونا میزبان سویا بود که موفق به پیروزی ۴–۰ مقابل این تیم شد. لوئیس سوارز و آرتورو ویدال برای بلوگرانا گلزنی کرد و عثمان دمبله و لیونل مسی با اولین گلزنی خود در فصل جاری گل‌های دیگر بارسا را وارد دروازه حریف کردند. همچنین هم دمبله و هم رونالد آرائوخو از داور مسابقه کارت قرمز دریافت کردند و از زمین مسابقه اخراج شدند.
در ۱۹ اکتبر بارسلونا در خارج از خانه ایبار را با گل‌های گریزمن، مسی و سوارز شکست داد تا شمار برد های آبی اناری ها در این فصل به عدد ۵ برسد.
در ۲۳ اکتبر بارسلونا اسلاویا پراگ را در کشور چک ۲–۱ شکست داد. ابتدا مسی و سپس گل‌به‌خودی اولاینکا پیروزی را برای بارسا رقم‌زد.
پنج روز بعد، بارسلونا با گل های کلمون لنگله، آرتورو ویدال، سوارز و بریس مسی موفق به شکست ۵–۱ رئال وایادولید در خانه شد.

### نوامبر
در ۲ نوامبر بارسلونا در خارج از‌ خانه‌ مغلوب لوانته شد. ابتدا بلوگرانا با گل مسی از روی نقطه پنالتی پیش افتادند و نیمۀ اول با برتری آن‌ها همراه بود. اما سه گل در نیمۀ دوم در عرض ۷ دقیقه باعث شد سومین شکست فصل بارسلونا رقم بخورد.
در ۵ نوامبر بارسلونا در نیوکمپ مقابل اسلاویا پراگ متوقف شد. تساوی دو تیم هیچ گلی به همراه نداشت.
چهار روز بعد، بارسلونا در خانه سلتاویگو را ۴–۱ شکست داد. مسی هتریک کرد و سرخیو بوسکتس نیز گل زد.
در ۲۳ نوامبر بارسا دو بر یک مقابل لگانس پیروز شد. گل‌های سوارز و آرتور، گل یوسف النصیری را خنثی کرد.
در ۲۷ نوامبر بارسلونا در لیگ قهرمانان اروپا، دورتموند را با نتیجه ۳–۱ از پیش رو برداشت. این پیروزی منجر به قطعی شدن صعود بارسلونا به مرحله یک هشتم نهایی به‌ عنوان صدرنشین شد. گلزنان بارسلونا در این دیدار لیونل مسی، لوییس سوارز و اَنتوآن گریزمن بودند.

### دسامبر
در اولین روز ماه جدید، بارسلونا به پیروزی‌ای شیرین مقابل اتلتیکو مادرید در واندا متروپولیتانو دست پیدا کرد. مسی پنج دقیقه مانده به پایان مسابقه، تک‌گل بازی را به‌ثمر رساند.
در ۷ دسامبر بارسلونا ۵–۲ مایورکا را شکست داد. مسی دومین هتریک فصل خود را انجام داد.‌گریزمن و سوارز هم در این مسابقه موفق به گلزنی نیز شدند.
در ۱۰ دسامبر بارسلونا در بازی‌ای که عملا تشریفاتی بود و با بازیکنان جوان خود به میدان رفت، موفق به پیروزی ۲–۱ مقابل اینتر میلان در جوزپه مه اتزا شد. کارلس پرز و انسو فاتی برای کاتالان ها گلزنی کردند تا جزء جوان‌ترین گلزنان چمپیونزلیگ قرار بگیرند.
در ۱۴ دسامبر بارسلونا در خانه با نتیجه ۲–۲ مقابل رئال سوسیداد متوقف شد. گریزمن موفق به گلزنی مقابل تیم سابق خود شد و سوارز نیز گل دوم را به‌ثمر رساند.
در ۱۸ دسامبر بارسلونا در ورزشگاه خانگی خود در قالب ال‌‌کلاسیکو میزبان رئال مادرید بود که در نهایت دو تیم به تساوی ۰–۰ رضایت دادند. این مسابقه اولین ال‌کلاسیکو بدون گل از سال ۲۰۰۳ بود.
در ۲۱ دسامبر بارسلونا در آخرین بازی سال موفق به شکست دپورتیوو آلاوز با نتیجه ۴–۱ شد. در این بازی گریزمن، ویدال، مسی و سوارز موفق به گلزنی شدند. مهاجم اروگوئه‌ای در پتبان به عنوان بهترین بازیکن زمین معرفی شد. سوارز در این مسابقه علاوه بر زدن یک گل، سه گل دیگر را با پاس خود ساخت.
در ۲۸ دسامبر کارلس آلنیا به صورت قرضی تا پایان فصل به رئال بتیس رفت.

### ژانویه
در ۴ ژانویه بارسلونا در قالب شهرآورد بارسلون به تساوی ۲–۲ مقابل رقیب خود اسپانیول دست پیدا کرد. ابتدا دیوید لوپز اسپانیول را پیش انداخت اما بارسلونا با گل های سوارز و ویدال کامبک زد و در نهایت با گل دیر هنگام وو لی متوقف شد.
در ۹ ژانویه بارسلونا با شکست ۳–۲ مقابل اتلتیکو مادرید از سوپر کاپ اسپانیا حذف شد.
در ۱۳ ژانویه پس از دو فصل و نیم سرمربیگری ارنستو والورده در بارسلونا، مدیران باشگاه قرارداد او را به دلیل کسب نتایج ضعیف فسخ کردند. سپس جوزپ ماریا بارتومئو، کیکه ستین را به عنوان سرمربی جدید تا ۳۰ ژوئن ۲۰۲۲ منصوب کرد.
در ۱۵ ژانویه بارسلونا با شالکه ۰۴ بر سر انتقال قرضی ژان کلر تودبیو برای ادامه فصل به توافق رسیدند. تیم آلمانی برای این انتقال ۱،۵ میلیون یورو پرداخت کرد.
در ۱۹ ژانویه بارسلونا در خانه با تک گل مسی در نیمه دوم گرانادا را شکست داد تا اولین پیروزی ستین رقم بخورد.
در ۲۲ ژانویه بارسلونا در کوپا دل ری در خارج از خانه ۲–۱ مقابل UD Ibiza به پیروزی رسید. ابتدا ایبیزا گل زد، اما بریس گریزمن باعث بازگشت بلوگرانا شد.
در ۲۵ ژانویه بارسلونا با دو گل مغلوب والنسیا شد. ماکسی گومز برای تیم خود دبل کرد تا انها پیروز شوند.
در ۳۰ ژانویه بارسا با پنج گل لگانس را شکست داد. گل های اَنتوآن گریزمان، کلمون لنگله، آرتور و گل لئو مسی باعث شد بارسا به دور بعد راه پیدا کند.
در ۳۱ ژانویه بارسلونا موسی واگوئه را به صورت قرضی تا پایان فصل در اختیار نیس قرار داد. همچنین بند خرید دائم ۱۰ میلیون یورویی نیز جزئی از قرارداد بود.

### فوریه
در ۲ فوریه بارسلونا لوانته را ۲–۱ در خانه شکست داد. گلزنی انسو فاتی منجر به پیروزی بارسا شد.
در ۶ فوریه بارسلونا در مرحله یک چهارم نهایی کوپا دل ری توسط اتلتیک بیلبائو حذف شد. ضربه سر و گل دیرهنگام ایناکی ویلیامز باعث شد تا تیم میزبان به نیمه نهایی راه پیدا کند.
در ۹ فوریه، بارسلونا در یک بازی خارج از خانه رئال بتیس را ۲–۳ شکست داد. برای تیم میزبان سرخیو کانالز و نبیل فکیر گل زنی کردند ، اما این کافی نبود زیرا پیروزی بارسا را گل های دی یونگ ، بوسکتس و لنگله رقم زد.
در ۱۵ فوریه بارسلونا دو- یک ختافه را با گل های به ثمر رسیده توسط اَنتوآن گریزمن و سرخی روبرتو در نیوکمپ برد.
در ۲۰ فوریه به دلیل مصدومیت لوییز سوارز و عثمان دمبله بارسلونا از لا لیگا مجوز خرید بازیکن اضطراری را دریافت و سپس اقدام به خرید مارتین بریتویت از لگانس به قیمت ۱۸ میلیون یورو کرد. همچنین دو بازیکن خاطی مصدوم از لیست بارسلونا برای ادامه فصل خارج شدند.
در ۲۲ فوریه بارسلونا با پنج گل ایبار را شکست داد. در نیمه اول مسی بار دیگر هتریک کرد و در نیمه دوم یک گل دیگر به ثمر رساند. همچنین آرتور موفق به گلزنی نیز شد.
در ۲۵ فوریه بارسلونا در قالب بازی رفت مرحله یک هشتم نهایی لیگ قهرمانان اروپا با ناپولی ۱–۱ مساوی کرد. یک گل از انتوان گریزمن گل دریس مرتنز را خنثی کرد.

### مارس
در ۱ مارس بارسلونا در ورزشگاه سانتیاگو برنابئو با دوگل وینسیوس و ماریانو مغلوب حریف سرسخت و سنتی خود رئال مادرید شد و این اولین بار بود که بارسا در سانتیاگو برنابئو از سال ۲۰۱۴ تن به شکست می دهد. همچنین این اولین ال کلاسیکو کیکه ستین بود.
در ۷ مارس بارسلونا با پنالتی دیرهنگام لیونل مسی در خانه رئال سوسیداد را شکست داد.
در ۱۲ مارس به دلیل شیوع بیماری کووید-۱۹ مسابقات لا لیگا به حالت تعلیق درآمد. همچنین از ۱۳ مارس تمامی فعالیت های باشگاه بارسلونا تا اطلاع ثانوی متوقف شد.

### ژوئن
در ۱۳ ژوئن، پس از سه ماه وقفه، بارسلونا در یک بازی خارج از خانه به مصاف مایورکا رفت. بارسلونا با نتیجه ۴–۰ پشت درهای بسته پیروز شد. آرتورو ویدال، مارتین بریتویت، ژوردی آلبا و مسی برای بلوگرانا گلزنی کردند. بریتویت اولین گل خود را نیز به عنوان بازیکن بارسا به ثمر رساند.
در ۱۶ ژوئن بارسلونا تیم لگانس را با گل های فاتی و مسی برد. سپس در ۱۹ ژوئن بارسا مقابل سویا به تساوی بدون گل دست یافت.
در ۲۳ ژوئن بارسلونا ۱–۰ اتلتیک‌بیلبائو را شکست داد. ایوان راکیتیچ پس از به بازی آمدن به عنوان بازیکن تعویضی تک گل بازی را به ثمر رساند.
در ۲۷ ژوئن بارسلونا در ویگو مقابل سلتاویگو متوقف شد. گل های تیم میزبان توسط فیودور اسمولوف و یاگو آسپاس و گل های تیم مهمان هر دو توسط لوییس سوارز با ثمر رسید.
در ۲۹ ژوئن، بارسلونا و یوونتوس بر سر انتقال آرتور با مبلغ ۷۲ میلیون یورو به اضافه ۱۰ میلیون یورو به توافق رسیدند. باشگاه همچنین خرید میرالم پیانیچ از یوونتوس را با مبلغ ۶۰ میلیون یورو به اضافه ۵ میلیون یورو تایید کرد. آرتور و پیانیچ پس از پایان فصل به باشگاه‌های مربوطه خود پیوستند.
در ۳۰ ژوئن ختافه انتقال قرضی مارک کوکوریا را با پرداخت ۱۰ میلیون یورو دائمی کرد. در همان روز بارسلونا در خانه به مصاف اتلتیکو مادرید رفت. کاتالان ها ابتدا با گل‌به‌خودی دیه‌گو کاستا پیس افتادند، اما اتلتیکو با یک پنالتی بحث برانگیز که توسط سائول نیگز به گل تبدیل شد، بازی را به تساوی کشاند. اما بارسلونا با یک پنالتی بحث برانگیز دیگر که توسط مسی به صورت چیپ گل شد، پیش افتاد. سپس یک پنالتی عجیب و غریب دیگر برای اتلتیکو مادرید بازی را برابر کرد. این پنالتی نیز توسط نیگز گل شد. 

### ژوئیه
در ۵ ژوئیه بارسلونا مهمان خود ویارئال را با نتیجه ۴–۱ بدرقه کرد. سوارز ، گریزمن و فاتی به همراه گل‌به‌خودی پائو تورس منجر به این پیروزی بارسلونا شد.
در ۸ ژوئیه بارسلونا حریف سنتی خود اسپانیول را با تک گل سوارز شکست داد. در این دیدار لوییس سوارز ۱۹۵ اُمین گل خود برای بارسا را به‌ثمر رساند و تبدیل به سومین گلزن برتر تاریخ باشگاه شد.
در ۱۱ ژوئیه بارسلونا با تک گل آرتورو ویدال به پیروزی خفیف مقابل رئال وایادولید دست پیدا کرد.
در ۱۶ ژوئیه بارسلونا در نیوکمپ دو بر یک دیدار را به اوساسونا واگذار کرد. خوزه آرنایز بازیکن اسبق بارسا و روبرتو تورس برای تیم مهمان و مسی برای تیم میزبان گلزنی کردند. در همان روز رئال مادرید با غلبه بر ویارئال قهرمان لا لیگا شد.
در ۱۹ ژوئیه بارسلونا لا لیگا را با پیروزی ۵–۰ مقابل ایبار به پایان رساند. نلسون سمدو برای اولین بار در فصل جاری برای تیم خود گلزنی کرد. همچنین فاتی ، سوارز و دو گل از مسی گل های دیگر بارسلونا را به ثمر رساندند.

### اوت
در ۸ اوت بارسلونا در قالب بازی برگشت مرحله یک هشتم نهایی لیگ قهرمانان اروپا موفق به شکست ۳–۱ ناپولی شد. لنگله ، مسی در این دیدار گلزنی کردند. همچنین سوارز از روی نقطه پنالتی گل زد و تک گل ناپولی ها نیز توسط لورنزو اینسینیه به ثمر رسید.
در ۱۴ اوت، فصل ۲۰–۲۰۱۹ برای بارسلونا پس از باخت ۸–۲ مقابل بایرن مونیخ در مرحله یک چهارم نهایی لیگ قهرمانان اروپا به پایان رسید. توماس مولر و فیلیپه کوتینیو، بازیکن قرضی بارسا، دو گل زدند، در حالی که ایوان پریشیچ ، سرژ گنابری ، یزوا کیمیش و روبرت لواندوفسکی هر کدام یک گل به ثمر رساندند. داوید آلابا یک گل‌به‌خودی برای بلوگرانا به‌ثمر رساند و سوارز نیز گلزنی کرد. این باخت بزرگترین شکست تاریخ بارسلونا لیگ قهرمانان اروپا بود.

## اطلاعات تیم

#### لیست بازیکنان
| شماره پیراهن | پست | ملیت     | بازیکن              |
| ------------ | --- | -------- | ------------------- |
| ۱            | GK  | آلمان    | مارک-آندره تر اشتگن |
| ۲            | DF  | پرتغال   | نلسون سمدو          |
| ۳            | DF  | اسپانیا  | جرارد پیکه          |
| ۴            | MF  | کرواسی   | ایوان راکیتیچ       |
| ۵            | MF  | اسپانیا  | سرخیو بوسکتس        |
| ۸            | MF  | برزیل    | آرتور               |
| ۹            | FW  | اروگوئه  | لوییس سوارز         |
| ۱۰           | FW  | آرژانتین | لیونل مسی           |
| ۱۱           | FW  | فرانسه   | عثمان دمبله         |
| ۱۳           | GK  | برزیل    | نتو                 |
| ۱۵           | DF  | فرانسه   | کلمون لنگله         |
| ۱۷           | FW  | فرانسه   | اَنتوآن گریزمن       |
| ۱۸           | DF  | اسپانیا  | جوردی آلبا          |
| ۱۹           | FW  | دانمارک  | مارتین بریتویت      |
| ۲۰           | MF  | اسپانیا  | سرخی روبرتو         |
| ۲۱           | MF  | هلند     | فرنکی دی یونگ       |
| ۲۲           | MF  | شیلی     | آرتورو ویدال        |
| ۲۳           | DF  | فرانسه   | ساموئل اومتیتی      |
| ۹۹           | MF  | 🇮🇷       | آرش رضاوند          |

## لیست نقل و انتقالات
| تابستان                                                                  |
| ------------------------------------------------------------------------ |
| فرنکی دی یونگ - امرسون - نتو - انتوآن گریزمن - مارک کوکوریا جونیور فیرپو |
| زمستان                                                                   |
| مارتین بریتویت                                                           |

| تابستان |
| --- |
| امرسون - مارک کاردونا - آندره گومز - مارک کوکوریا - دنیس سوارز - داگلاس - یاسپر سیلسن - جیسون موریو - کوین پرینس بواتنگ - سرجی پالنسیا - آدریان اورتولا - مالکوم |
| زمستان |
| — |

## بازی‌ها
برد       تساوی       باخت

#### دوستانه
| ۲۳ ژوئیه ۲۰۱۹ جام راکوتن | بارسلونا        | ۱–۲   | چلسی                       | سایتاما، ژاپن                              |
|                          | - Rakitic ۹۰+۱' | گزارش | - آبراهام ۳۴' - بارکلی ۸۱' | ورزشگاه: ورزشگاه سایتاما تماشاگران: ۵۱،۱۲۶ |

| ۲۷ ژوئیه ۲۰۱۹ جام راکوتن | ویسل کوبه      | ۰–۲   | بارسلونا         | کوبه                                          |
|                          | - یاماگوچی '۳۷ | گزارش | - Perez ۵۹'، ۸۶' | ورزشگاه: ورزشگاه خانگی کوبه تماشاگران: ۲۷،۷۲۰ |

| ۴ اوت ۲۰۱۹ خوآن گمپر | بارسلونا                                                                      | ۲–۱   | آرسنال                               | بارسلون                                   |
|                      | - آلبا '۲۳ - واگوئه '۶۷ - Maitland-Niles ۶۹' (گ.ب.خ) - لنگله '۷۴ - Suarez ۹۰' | گزارش | - اوبامیانگ ۳۶' - پاپاستاتوپولوس '۷۴ | ورزشگاه: ورزشگاه نیوکمپ تماشاگران: ۹۸،۸۱۲ |

| ۷ اوت ۲۰۱۹ لالیگا-سری آ | بارسلونا                                             | ۲–۱   | ناپولی                                        | میامی، ایالات متحده                         |
|                         | - بوسکتس ۳۸' - واگوئه '۴۷ - جونیور '۷۷ - Rakitic ۷۹' | گزارش | - اومتیتی ۴۲' (گ.ب.خ) - میلیک '۷۰ - هیساج '۸۲ | ورزشگاه: ورزشگاه هارد راک تماشاگران: ۵۷،۰۶۲ |

| ۱۰ اوت ۲۰۱۹ لالیگا-سری آ | ناپولی          | ۰–۴   | بارسلونا                                                | ان آربر، میشیگان، ایالات متحده             |
|                          | - ماریو روی '۷۳ | گزارش | - سوارز ۴۸'، ۵۸' - سمدو '۵۳ - Griezmann ۵۶' - دمبله ۶۳' | ورزشگاه: ورزشگاه میشیگان تماشاگران: ۶۰،۰۴۳ |

| ۱۳ نوامبر ۲۰۱۹ دوستانه | کارتاخنا | ۰–۲   | بارسلونا                | کارتاخنا، اسپانیا                             |
|                        |          | گزارش | - پرز ۶۴' - Marqués ۸۸' | ورزشگاه: ورزشگاه کارتاگونوا تماشاگران: ۱۳،۰۰۰ |

### لیگ اسپانیا

#### مسابقات
| ۱۶ اوت ۲۰۱۹ ۱ | اتلتیک بیلبائو            | ۱–۰   | بارسلونا    | بیلبائو                                    |
|               | - نونیس '۶۵ - آدوریتز ۸۹' | گزارش | - Pique '۶۰ | ورزشگاه: ورزشگاه سن مامس تماشاگران: ۴۷،۶۹۳ |

| ۲۵ اوت ۲۰۱۹ ۲ | بارسلونا                                                         | ۵–۲   | رئال بتیس                            | بارسلون                                   |
|               | - پیکه '۳۲ - Griezmann ۴۱'، ۵۰' - پرز ۵۶' - آلبا ۶۰' - Vidal ۷۷' | گزارش | - فکیر ۱۵' - لورن ۷۹' - کاروالیو '۹۰ | ورزشگاه: ورزشگاه نیوکمپ تماشاگران: ۷۹،۱۵۹ |

| ۳۱ اوت ۲۰۱۹ ۳ | اوساسونا | ۲–۲   | بارسلونا                                                                    | پامپلونا                                         |
|               |          | گزارش | - روبرتو '۳۲ - De Jong '۳۷ - فاتی ۵۱' - Arthur ۶۴' - پیکه '۸۴ - لنگله '۹۰+۴ | ورزشگاه: ورزشگاه رینو د ناوارا تماشاگران: ۱۶،۷۴۲ |